# シャルル・フランソワ・ド・ロレーヌ
シャルル・フランソワ・ド・ロレーヌ（Charles François de Lorraine, prince de Commercy, comte de Rosnay, 1661年7月11日 - 1702年8月15日）は、フランスの上級貴族ギーズ家の公子で、神聖ローマ皇帝（ハプスブルク君主国）軍の元帥。コメルシー公およびロネ伯。ジョワイユーズ公（1688年 - 1690年）。ドイツ語名はカール・フランツ・フォン・ロートリンゲン（Karl Franz von Lothringen）。

## 生涯
フランス王国軍の騎兵隊指揮官だったリルボンヌ公フランソワ・マリー・ド・ロレーヌと、その妻でロレーヌ公シャルル4世の娘であるアンヌの間の長男として生まれた。父方の祖母を通じて、フランス王アンリ4世と愛妾ガブリエル・デストレの曾孫にあたる。初めフランス軍に入隊したが、神聖ローマ皇帝軍に移るため、1684年5月にフランス軍を辞した。1688年にジョワイユーズ公爵位を相続したが、皇帝に仕えたことを理由にフランス王ルイ14世から同爵位を剥奪された。
大トルコ戦争には義勇兵として参加し、母方の従叔父に当たるロレーヌ公シャルル5世の参謀を務めていた。ドナウ川沿岸を転戦し1685年にノヴェー・ザームキの包囲戦に参加して負傷、同年に指揮官の1人として参加したブダ包囲戦でも負傷した。10月11日、皇帝レオポルト1世により陸軍少将（Generalfeldwachtmeister）に任じられ、11月23日に皇帝より大トルコ戦争での戦功の褒賞として、護衛騎兵1人を与えられた。1688年のベオグラード包囲戦では指揮官の1人となり、包囲戦の勝利後は中将に昇進した。大トルコ戦争中の活躍により、シャルル・フランソワはプリンツ・オイゲンから最も信頼される将軍の1人となった。
1688年の秋に大同盟戦争が始まると、シャルル・フランソワは皇帝軍の将軍としてラインラントに派遣、1690年にフランス軍の包囲攻撃からマインツを防衛し、1692年に騎兵大将に昇進した。同年8月にアンブランの包囲戦で銃撃を受けて負傷したが、1696年5月12日に元帥に昇進した。翌1697年にオイゲンに従いドナウ川戦線へ戻り、母方の従弟のシャルル・トマ・ド・ロレーヌと共にゼンタの戦いに加わった。
1701年にスペイン継承戦争が始まると、オイゲンの指揮下で北イタリアでカルピの戦いやキアーリの戦いに参加した。翌1702年2月のクレモナの戦いにも従軍したが、同年8月のルッザーラの戦いで数発の銃弾を受けて戦死した。遺体はロレーヌ一族の墓所のあるナンシーに葬られた。生涯独身を通し、子供もいない。